# Corry Brokken
Corry Brokken (Breda, Hollandia, 1932. december 3. – 2016. május 31.) holland énekesnő.

## Életpályája
Az 1957-es Eurovíziós Dalfesztivál győztese volt Net als toen című dalával. Ezenkívül még kétszer vett részt a dalfesztiválon: 1956-ban nem volt helyezett, mivel csak a győztest hirdették ki, 1958-ban pedig holtversenyben utolsó lett. Ezzel ő a dalfesztivál egyetlen résztvevője, aki az első és az utolsó helyen is végzett.
A Hágában megrendezett 1976-os Eurovíziós Dalfesztivál műsorvezetője volt, 1997-ben pedig ő volt a holland pontok kihirdetője.

## Magánélete
1968–1976 között René Sleeswijk volt a párja.

## Filmjei
- Jenny (1958)